# Bronisław Chromy

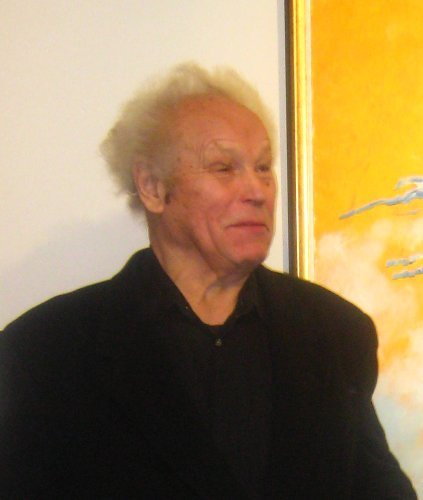
Bronisław Chromy (Oktober 2010)

Bronisław Chromy (* 3. Juni 1925 in Leńcze bei Kalwaria Zebrzydowska, Polen; † 4. Oktober 2017 in Kraków) war ein polnischer Bildhauer, Maler, Medailleur, Zeichner und Professor an der Kunsthochschule Krakau. Außerdem war er Mitglied der Polnischen Akademie der Wissenschaften.

## Leben
Bronisław Chromy besuchte eine weiterführende Schule der Schönen Künste und die Kunsthochschule Krakau. Dort war er unter anderem Student von Xawery Dunikowski. Chromy schloss sein Studium im Jahr 1956 ab.

## Werk

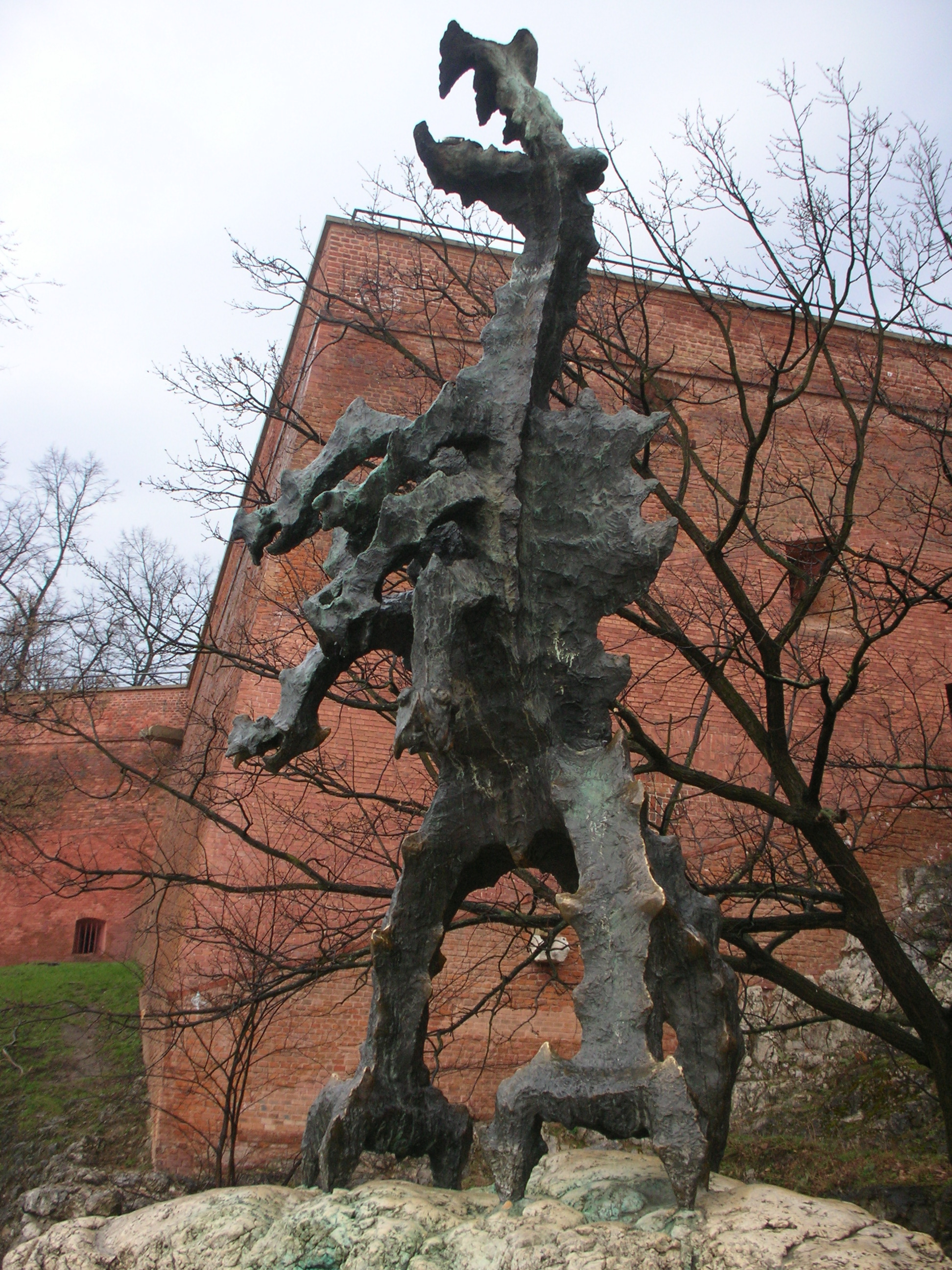
„Wawel-Drache“ (Smok Wawelski)

Die Werke von Bronisław Chromy befinden sich in den Sammlungen des Muzeum Narodowe in Warschau und im Nationalmuseum Krakau sowie im Museum für Medaillenkunst in Breslau und im Museum Auschwitz-Birkenau.
Seine bekanntesten Werke sind: „Smok Wawelski“ (Wawel-Drache) in Krakau aus dem Jahr 1969, das Denkmal für die Piwnica pod Baranami („Keller zu den Widdern“) in Krakau aus dem Jahr 2000 und das Denkmal an Johannes Paul II. in Tarnów aus dem Jahr 1981.